# Giorgia (geslacht)
Giorgia is een geslacht van vlinders van de familie van de grasmotten (Crambidae), uit de onderfamilie van de Acentropinae. De wetenschappelijke naam en de beschrijving van dit geslacht werden in 1965 gepubliceerd door John Frederick Gates Clarke.
Dit geslacht is monotypisch, dat wil zeggen dat het maar één soort heeft namelijk Giorgia crena Clarke, 1965, uit Chili.